# Ranolus cavernicola
Ranolus cavernicola là một loài bọ cánh cứng trong họ Dermestidae. Loài này được Blair miêu tả khoa học năm 1929.